# Forkland
Forkland är en kommun (town) i Greene County i Alabama. Vid 2020 års folkräkning hade Forkland 445 invånare.